# Kepler-39 b
Kepler-39 b (KOI-423 b, KIC-9478990 b, 2MASS-J19475046+4602034 b) — экзопланета, открытая в 2011 году у звезды Kepler-39 в созвездии Лебедя.
Экзопланета Kepler-39 b была открыта космическим телескопом Кеплер в 2011 году, с помощью метода транзитной фотометрии, основанного на наблюдениях за прохождением экзопланеты на фоне звезды.

## Родная звезда
Kepler-39 — звезда, жёлто-белый карлик, спектрального класса F7 главной последовательности, с температурой поверхности 6260 °К и радиусом и массой, которые примерно в 1,4 и 1,1 раза соответственно больше солнечных. Находится в созвездии Лебедя.
Вокруг звезды обращается, как минимум, одна экзопланета.